# Jan III Paleolog
Jan III Paleolog (ur. 1362, zm. 25 sierpnia 1381) – markiz Montferratu w latach 1378-1381. 

## Życiorys
Był synem Jana II Paleologa i Izabeli z Majorki (1337, zm. po 1430), córki Jakuba III, ostatniego króla Majorki. Jego panowanie wypełnione było z konfliktami z Mediolanem oraz walkami z Ottonem z Brunszwiku, mężem królowej Neapolu Joanny I. Zginął w bitwie 25 sierpnia 1381 z wojskami neapolitańskimi. Jego braćmi byli: Otto III Paleolog i Teodor II Paleolog. 